# Klasztor St. Marienthal
Klasztor St. Marienthal, Klasztor Sankt Marienthal – klasztor cysterek na Górnych Łużycach położony w pobliżu miasta Ostritz (górnołuż. Wostrowc) w jego części Marienthal nad Nysą Łużycką.
Klasztor został założony w 1234 r. przez Kunegundę Hohenstauf żonę króla czeskiego Wacława I. Klasztor istnieje nieprzerwanie do dziś. W 2006 r. zamieszkiwało go 16 zakonnic.
Zabudowania opactwa St. Marienthal składają się z kościoła, budynku klasztornego, kaplicy św. Krzyża, tartaku, młyna i browaru. Ponadto zakonnice posiadają dobra ziemskie, które są w większości dzierżawione. W 1992 r. założono Centrum Spotkań z dwiema gospodami i hotelem. Zakonnice prowadzą ośrodek dla niepełnosprawnych, w którym przebywają 74 osoby.